# 帕卡保薩區
14°41′38″S 74°07′27″W / 14.69389°S 74.12417°W
帕卡保薩區（西班牙語：Distrito de Pacapausa），是秘魯的一個區，位於該國中南部阿亞庫喬大區的帕里納科查斯省，面積144.3平方公里，海拔高度2,852米，2005年人口1,174，人口密度每平方公里8.1人。